# Casa consistorial de Calañas
La casa consistorial de Calañas constituye un edificio de carácter histórico y monumental situado en el municipio español de Calañas, en la provincia de Huelva, comunidad autónoma de Andalucía. Construido durante la primera mitad del siglo XIX, acoge de la sede del ayuntamiento del municipio.

## Historia
En abril de 1838 las autoridades municipales de Calañas acordaron reedificar las Casas Capitulares del Ayuntamiento, que se encontraban en mal estado por daños sufridos durante la ocupación napoleónica (1810-1812). La obra fue adjudicada en subasta a los hermanos Juan y José Serrano, contando con un presupuesto de 24.470 reales de vellón para cubrir los trabajos de construcción. El edificio dispone de dos plantas y está construido en ladrillo.
El edificio se encuentra ubicado en la Plaza de España, a poca distancia de la Iglesia de Santa María de Gracia y del antiguo Mercado de Abastos.